# Литвиново (Костромская область)
Литвиново — деревня в Расловском сельском поселении Судиславского района Костромской области России.

## География
Деревня расположена у реки Покша.

## История
Вместе с деревнями Буртасово, Евково, Бахурино, Бедрино, Кучино, Воробьево и Следово принадлежала костромскому помещику С. И. Карцеву, сын которого, А. С. Карцев, являлся театралом, имевший собственный дом в Костроме и много сделавший для развития костромского театра.
Согласно Спискам населенных мест Российской империи в 1872 году деревня относилась к 2 стану Костромского уезда Костромской губернии. В ней числилось 7 дворов, проживало 20 мужчин и 23 женщины.
Согласно переписи населения 1897 года в деревне проживало 30 человек (16 мужчин и 14 женщин). В той же волости числилась усадьба Литвиново, в которой числилось 3 жителя.
Согласно Списку населенных мест Костромской губернии в 1907 году деревня относилась к Шишкинской волости Костромского уезда Костромской губернии. По сведениям волостного правления за 1907 год в ней числилось 7 крестьянских дворов и 41 житель. Основным занятием жителей деревни, помимо земледелия, был фабр. з. В той же волости числилась усадьба Литвиново, в которой числился 1 двор и 3 жителя.
До муниципальной реформы 2010 года деревня входила в состав Калинковского сельского поселения Судиславского района.

## Население
| Численность населения |      |      |      |
| Год                   | 1877 | 1897 | 1907 |
| Жителей               | 43   | 30   | 41   |
| Крестьянских дворов   | 7    | —    | 7    |

| 1872 | 1897 | 1907 | 2008 | 2010 | 2014 |
| ---- | ---- | ---- | ---- | ---- | ---- |
| 43   | ↘30  | ↗41  | ↘0   | →0   | →0   |